# Ilja Pierwuchin
Ilja Aleksiejewicz Pierwuchin ros. Илья Алексеевич Первухин; ur. 6 lipca 1991 r. w Twerze) – rosyjski kajakarz, brązowy medalista olimpijski, mistrz świata i trzykrotny Europy, srebrny i brązowy medalista igrzysk europejskich, złoty medalista uniwersjady.
Na igrzyskach zadebiutował podczas igrzysk olimpijskich w Londynie, zdobywając brązowy medal w rywalizacji dwójek na 1000 metrów. Razem z Aleksiejem Korowaszkowem wygrał na mecie z reprezentantami Azerbejdżanu i Czech. Lepsi okazali się tylko Niemcy i Białorusi.
Cztery lata później w Rio de Janeiro wystąpił z Ilją Sztokałowem w tej samej konkurencji. W finale A zajął piąte miejsce, tracąc do podium 0,827 sekundy.